# 武装飞鸟
《武装飞鸟》是彩京1994年在日本发售的街機捲軸射擊遊戲。玩家可以选择自动射击和投弹，和选择角色来进行游戏。游戏模式有「街机模式」和有角色扮演要素的「寻找模式」。

## 反響
《武装飞鸟》在外界收穫正面居多的口碑。遊戲在日本被《遊戲機》雜誌1994年11月15日評為本月最佳桌機的第九名。《Weekly Famitsu》給PlayStation版打了29分（滿分40分）。世嘉土星的進口版本在法國雜誌及中分別取得82%、80%的好評。日本《世嘉土星雜誌》的三位評論家將其評為6、8和9（滿分10分）。

## 外部連結
- Killer List of Videogames上的《武装飞鸟》
- Gunbird （页面存档备份，存于） at the International Arcade Museum
- Detailed Gunbird info （页面存档备份，存于） at the World of Arcades
- Mobile Light Force （页面存档备份，存于） at MobyGames